# Die Wiwaldi Show

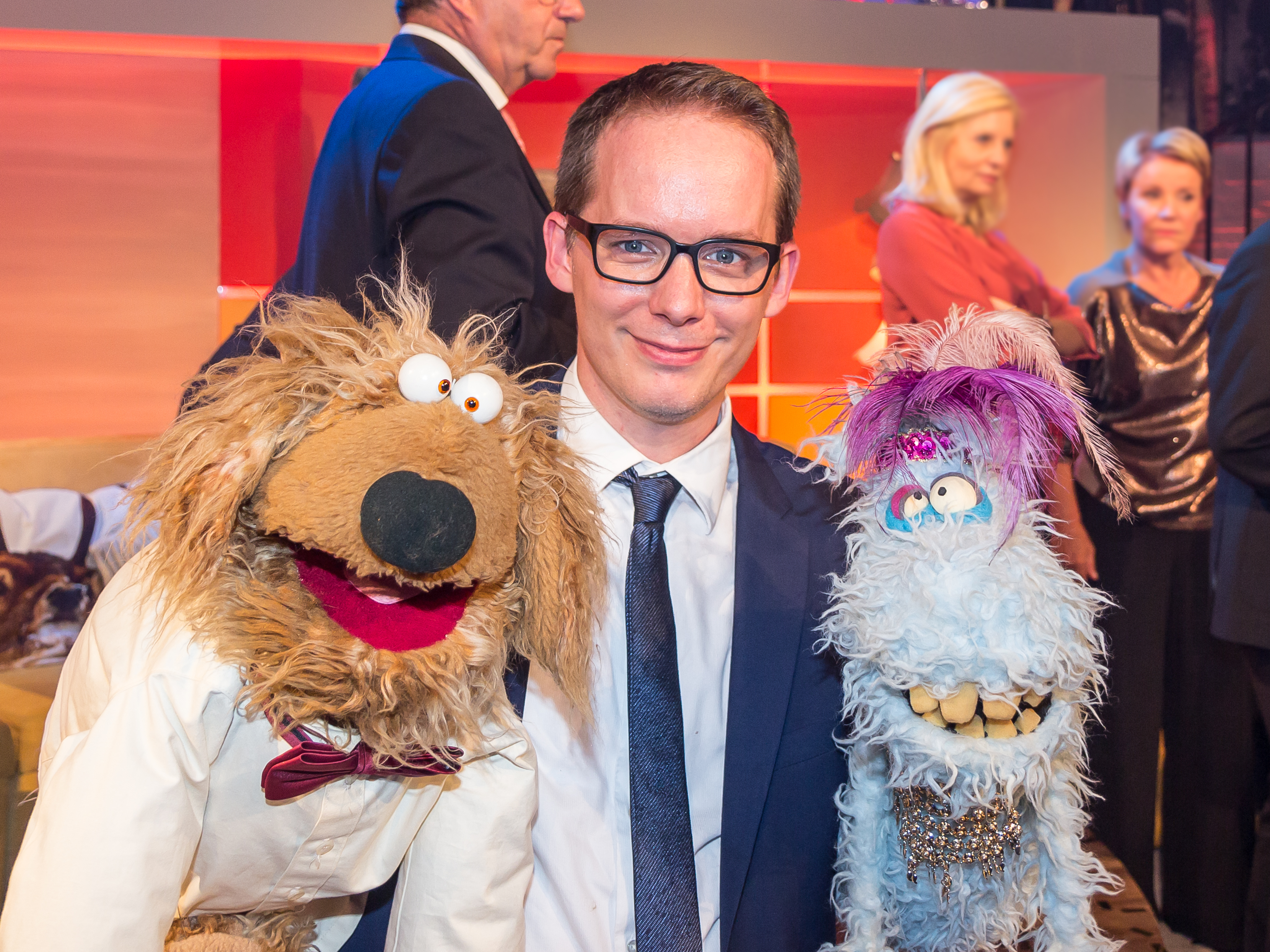
Martin Reinl mit seinen Figuren Wiwaldi (links) und dem alten Zirkuspferd Horst-Pferdinand in der Sendung Zimmer Frei! – Der Abschied im September 2016

Die Wiwaldi Show war eine Unterhaltungssendung des WDR Fernsehens.

## Geschichte
Die Wiwaldi Show entwickelte sich aus einem Teil der Sendung Zimmer frei!, in dem Martin Reinl mit seinen Puppen für ein paar Minuten die Talk-Show übernahm und einen prominenten Gast interviewte. Am 24. Mai 2016 wurde bekanntgegeben, dass die Unterhaltungssendung nach fünf ausgestrahlten Staffeln nicht fortgeführt wird.

## Besonderheit der Sendung
Die Sendung zeichnete sich besonders dadurch aus, dass Puppenspieler ihre Puppen so in eine Talk-Show einbeziehen, dass sie quasi lebendig werden. Im Gegensatz zu anderen Puppenspielsendungen gehörten zur Zielgruppe Jugendliche und Erwachsene.

## Ablauf der Sendung
Der grundsätzliche Ablauf war immer ähnlich: Es gab zwei Gäste. Mit einem dieser Gäste spielte die Puppe Wiwaldi einen Intro-Sketch. Daraufhin wurden die Zuschauer von Wiwaldi und der Puppe Charming Traudl begrüßt. Dabei waren die reservierten Stühle für das Puppen-Ehepaar Flönz immer leer. In einem eingespielten Sketch wurde erklärt, warum es das Ehepaar Flönz wieder nicht rechtzeitig in die Show geschafft hatte.
Danach wurde der erste Gast von Wiwaldi auf die Bühne gerufen und interviewt. Dabei tauchten meistens eine oder mehrere weitere Puppe(n) auf. Oft war das der Kakerlak, der als Hausmeister der Sendung nach dem Rechten sah. Dieser Kakerlak verließ dann die Bühne, da hinter der Bühne die Puppen Horst Pferdinand und Charming Traudl mit großer Lautstärke gefährliche Zirkusnummern probten.
Zwischendurch tauchten in einem weiteren Einspieler wieder das Ehepaar Flönz auf, wie sie versuchten noch zum Gelände der Wiwaldi-Show zu gelangen. Danach wurde der zweite Gast zu dem ersten auf die Bühne dazu geholt und von Wiwaldi interviewt. Beide Gäste mussten dann gegeneinander in einem Spiel antreten. Zum Schluss sangen die Puppen und die Gäste gemeinsam ein Lied.
Im Outro-Sketch sah man dann, dass das Ehepaar Flönz dann eintraf, wenn die Show bereits vorbei war. Nur in Folge 27 erreichte das Ehepaar Flönz die Sendung rechtzeitig und hatte dort einen Auftritt.

## Die Puppenspieler und ihre Ideen
Die Puppenspieler waren Martin Reinl (u. a. Wiwaldi und Horst Pferdinand), Carsten Haffke (u. a. Kakerlak) und Iris Schleuss (u. a. Charming Traudl).
Die Ideen zum Ablauf der Sendung hatten Martin Reinl, Paulus Vennebusch u. a.

## Gäste-/Episodenliste
Insgesamt wurden 28 Episoden und 3 Best-Of-Sendungen produziert.
| Jahr 2012 |     |                  |                                          |
| Nr. ges.  | Nr. | Erstausstrahlung | Gäste                                    |
| 01        | 1   | 15. Januar 2012  | Barbara Schöneberger, Hennes Bender      |
| 02        | 2   | 22. Januar 2012  | Anke Engelke, Ranga Yogeshwar            |
| 03        | 3   | 29. Januar 2012  | Herbert Feuerstein, Anna Planken         |
| 04        | 4   | 05. Februar 2012 | Mariele Millowitsch, Henning Krautmacher |
| Jahr 2013 |     |                  |                                          |
| Nr. ges.  | Nr. | Erstausstrahlung | Gäste                                    |
| 05        | 1   | 06. Januar 2013  | Matthias Opdenhövel, Björn Freitag       |
| 06        | 2   | 13. Januar 2013  | Jens Riewa, Marie-Luise Marjan           |
| 07        | 3   | 20. Januar 2013  | Tony Marshall, Ralph Caspers             |
| 08        | 4   | 27. Januar 2013  | Marc Metzger, Maite Kelly                |
| 09        | 5   | 03. Februar 2013 | Claudia Kleinert, Peter Brings           |
| 10        | 6   | 24. März 2013    | Kim Fisher, Oliver Wnuk                  |
| Jahr 2014 |     |                  |                                          |
| Nr. ges.  | Nr. | Erstausstrahlung | Gäste                                    |
| 11        | 1   | 12. Januar 2014  | Guido Cantz, Carolin Kebekus             |
| 12        | 2   | 19. Januar 2014  | Bernd Stelter, Isabel Varell             |
| 13        | 3   | 26. Januar 2014  | Ingolf Lück, Ruth Moschner               |
| 14        | 4   | 02. Februar 2014 | Gaby Köster, Steffen Hallaschka          |
| 15        | 5   | 09. Februar 2014 | Peter Lohmeyer, Susanne Pätzold          |
| 16        | 6   | 16. Februar 2014 | Wigald Boning, Yvonne Willicks           |
| 17        | 7   | 23. Februar 2014 | Best Of                                  |
| Jahr 2015 |     |                  |                                          |
| Nr. ges.  | Nr. | Erstausstrahlung | Gäste                                    |
| 18        | 1   | 08. Januar 2015  | Sabine Heinrich, Bernhard Hoëcker        |
| 19        | 2   | 15. Januar 2015  | Judith Rakers, Gregor Meyle              |
| 20        | 3   | 22. Januar 2015  | Collien Ulmen-Fernandes, Atze Schröder   |
| 21        | 4   | 21. Mai 2015     | Friederike Kempter, Thomas Hermanns      |
| 22        | 5   | 28. Mai 2015     | Cosma Shiva Hagen, Dave Davis            |
| 23        | 6   | 16. August 2015  | Mirja Boes, Hans-Joachim Heist °)        |
| 24        | 7   | 23. August 2015  | Best Of °)                               |
| Jahr 2016 |     |                  |                                          |
| Nr. ges.  | Nr. | Erstausstrahlung | Gäste                                    |
| 25        | 1   | 07. Januar 2016  | Bettina Böttinger, Johannes Strate       |
| 25        | 2   | 14. Januar 2016  | Katrin Bauerfeind, Max Giermann          |
| 27        | 3   | 21. Januar 2016  | Lisa Feller, Mike Krüger                 |
| 28        | 4   | 28. Januar 2016  | Anneke Kim Sarnau, Peter Kraus           |
| 29        | 5   | 26. Februar 2016 | Sonya Kraus, Joachim Llambi              |
| 30        | 6   | 03. März 2016    | Sarah Wiener, Michael Kessler            |
| 31        | 7   | 10. März 2016    | Best Of                                  |

°) liefen im WDR-Fernsehen

## Produktion und Ausstrahlung
Die 30-minütige Sendung wurde am Donnerstagabend um 23:30 Uhr im Ersten ausgestrahlt. Wiederholungen liefen auf einigen Dritten Programmen sowie beim digitalen Zusatzprogramm EinsFestival.
Die Sendung wurde auf dem WDR-Gelände in Köln-Bocklemünd produziert.

## Auszeichnung
Die Wiwaldi Show wurde 2013 für den Grimme-Preis in der Kategorie Unterhaltung nominiert.